# Tulumella grandis
Tulumella grandis är en kräftdjursart som beskrevs av Jill Yager 1988. Tulumella grandis ingår i släktet Tulumella och familjen Tulumellidae. Inga underarter finns listade i Catalogue of Life.